# Saint-Gabriel
Saint-Gabriel är en stad (kommun av typen ville) och tätort (centre de population) i provinsen Québec i Kanada. Den ligger i regionen Lanaudière, i den sydöstra delen av landet, 200 km nordost om huvudstaden Ottawa.